# 반표
반표(班彪, 3년 ~ 54년)는 중국의 역사가이자 한나라의 관리였다. 그는 한나라의 역사서인 한서(후한서와 구분하기 위해 전한서라고도 함)의 저술을 시작하였다. 한서는 아들 반고가 완성하였다.

## 반표의 가족:
- 반표(3년 ~ 54년, 아버지)
  - 반고(32년 ~ 92년, 큰 아들)
  - 반초(32년 ~ 102년, 둘째 아들)
  - 반소(45년 ~ 116년, 딸)

## 같이 보기
- 한서